# Elatine triandra
Elatine triandra là một loài thực vật có hoa trong họ Elatinaceae. Loài này được Schkuhr mô tả khoa học đầu tiên năm 1790.

## Hình ảnh

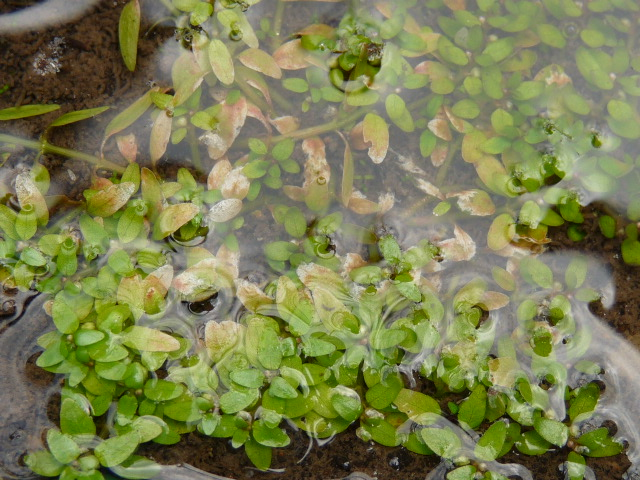